# Hugo Ramos
Hugo de Oliveira Ramos Filho, ou apenas Hugo Ramos, (Florianópolis, 17 de setembro de 1914 – Rio de Janeiro, 31 de julho de 1993) foi um advogado e político brasileiro, outrora senador pelo Rio de Janeiro.

## Dados biográficos
Filho de Hugo de Oliveira Ramos e Juraci Fausto de Sousa Ramos. Morador do Rio de Janeiro desde os cinco anos de idade, formou-se advogado em 1938 pela Faculdade de Direito de Niterói, trabalhando como serventuário da justiça antes de filiar-se ao PSD em 1946. Eleito vereador pela cidade do Rio de Janeiro em 1950, quando a mesma correspondia ao Distrito Federal, reelegendo-se em 1954 e 1958. Quando transferiram a capital federal para Brasília em 21 de abril de 1960, a lei converteu o antigo Distrito Federal no estado da Guanabara, onde Hugo Ramos venceu a eleição para deputado estadual naquele ano, quando era presidente do Tijuca Tênis Clube.
Após concluir o mandato, retornou à advocacia e nela permaneceu até eleger-se suplente de senador pelo MDB na chapa de Danton Jobim em 1974. Quando o Governo Ernesto Geisel fundiu os estados da Guanabara e Rio de Janeiro, Danton Jobim compôs a bancada da nova unidade federativa a partir de 15 de março de 1975. Com a morte do titular, Hugo Ramos assumiu o mandato em março de 1978. Quando o pluripartidarismo foi restaurado em 1980, passou rapidamente pelo PP antes de ingressar no PDS, embora tenha disputado a reeleição numa sublegenda do PTB em 1982, não obtendo sucesso.
Sua família possui tradição na política catarinense, sendo neto de Vidal Ramos e sobrinho de Nereu Ramos. Pai de Gilberto Ramos, eleito vice-prefeito do Rio de Janeiro na chapa de Cesar Maia em 1992.